# Hiroshi Ichihara
Hiroshi Ichihara (市原 大嗣 Ichihara Hiroshi?), född 24 april 1987 i Kumamoto prefektur, är en japansk före detta fotbollsspelare.
Ichihara började sin karriär 2006 i Oita Trinita. Med Oita Trinita vann han japanska ligacupen 2008. 2009 flyttade han till Sagan Tosu. Efter Sagan Tosu spelade han för Renofa Yamaguchi FC, Kamatamare Sanuki och Honda Lock. Han avslutade karriären 2017.